# Стер Зеувс Эйанден
Стер Зеувс Эйанден (нидерл. Ster Zeeuwsche Eilanden) — шоссейная многодневная велогонка, проходившая по территории Нидерландов с 1998 по 2012 год.

## История
Гонка была создана в 1998 году и изначально проводилась в рамках национального календаря под названием Стер ван Валхерен (нидерл. Ster van Walcheren). В 2005 году сменила своё название на Стер Зеувс Эйанден (нидерл. Ster Zeeuwsche Eilanden), а в следующем 2006 году вошла в Женский мировой шоссейный календарь UCI.
Весной 2013 года после ухода главного спонсора банка Rabobank была отменена В 2014 году снова значилась в календаре, но снова не состоялась и больше не проводилась.
На протяжении всей своей истории гонка длилась три дня. Изначально это было два полноценных групповых этапа в первые два дня и два полуэтапа в последний день, первый из которых проходил в формате индивидуальной гонки. С 2006 года стала состоять из трёх этапов, первый из которых был в формате индивидуальной гонки, а остальные два групповые.
Маршрут гонки проходил на острове Валхерен в провинции Зеландия через населённые пункты Биггекерке, Весткапелле, Виссенкерке, Домбург, Каудекерке, Кортген, Мидделбург, Ренесс и Флиссинген. Профиль трассы был плоский и компенсировался присутствием брусчатых участков и очень-очень сильным ветром с Северного моря. Протяжённость групповых этапов составляла от 100 до 140 км, а индивидуальной гонки от 5 до 15 км.
Рекордсменкой с тремя победами стала нидерландка Кирстен Вилд.

## Призёры
| Год  | Победитель          | Второй          | Третий                |
| ---- | ------------------- | --------------- | --------------------- |
| 1998 | Валентина Полханова | Хантал Белтман  | Мариэль ван Шеппинген |
| 1999 | Ханка Купфернагель  | Дебби Мансвелд  | Гита Белтман          |
| 2000 | Ханка Купфернагель  | Эдит Клеп       | Сандра Ромбоутс       |
| 2001 | Лада Козликова      | Андреа Босман   | Анушка ван дер Зее    |
| 2002 | Леонтин Ван Морсел  | Вера Коедодер   | Фрэнсис Ньюстед       |
| 2003 | Мирьям Мельхерс     | Лус Гюнневейк   | Вера Коедодер         |
| 2004 | Хантал Белтман      | Лус Гюнневейк   | Катерина Бейтс        |
| 2005 | Мирьям Мельхерс     | Лус Гюнневейк   | Хантал Белтман        |
| 2006 | Кирстен Вилд        | Марианна Вос    | Линда Виллумсен       |
| 2007 | Марианна Вос        | Кирстен Вилд    | Мирьям Мельхерс       |
| 2008 | Ина-Йоко Тойтенберг | Кирстен Вилд    | Эллен Ван Дейк        |
| 2009 | Ина-Йоко Тойтенберг | Хантал Белтман  | Линда Виллумсен       |
| 2010 | Кирстен Вилд        | Ирис Слаппендел | Аннемик ван Влётен    |
| 2011 | Марианна Вос        | Кирстен Вилд    | Сара Дюстер           |
| 2012 | Кирстен Вилд        | Эми Кюр         | Эми Питерс            |